# Memphis lorna
Espèce
Memphis lorna est une espèce d'insectes lépidoptères (papillons) de la famille des Nymphalidae, de la sous-famille des Charaxinae et du genre Memphis.

## Dénomination
Memphis lorna a été décrit par Herbert Druce en 1877 sous le nom initial de Paphia boliviana.
Synonyme : Anaea lorna.

## Description
Memphis lorna est un papillon aux ailes antérieures à bord costal bossu, apex pointu et bord externe concave. Chaque aile postérieure porte une queue.
Le dessus est bleu marine presque noir orné aux ailes antérieures d'une ligne de taches bleu proche de l'apex et aux ailes postérieures d'une ligne marginale bleu gris (les queues sont elles aussi bleu gris).
Le revers est gris foncé presque noir et simule une feuille morte.

## Écologie et distribution
Memphis lorna est présent en Bolivie.

### Protection
Pas de statut de protection particulier.